# Automatic Dependent Surveillance-Broadcast
Automatic Dependent Surveillance-Broadcast (ADS-B) is een coöperatief systeem voor luchtverkeersleiding en aanverwante toepassingen. Met ADS-B uitgeruste vliegtuigen zenden periodiek hun positie en andere informatie aan grondstations en naburige vliegtuigen die met ADS-B zijn uitgerust.
ADS-B is hoofdzakelijk bedoeld als middel voor de luchtverkeersleiding om de positie van een vliegtuig te bepalen. Het systeem werd geboren uit het besef dat moderne vliegtuigen, dankzij satellietnavigatiesystemen als GPS, hun positie zelf veel nauwkeuriger weten dan met radarsystemen op de grond kan worden vastgesteld.

## Principe
Elke seconde zendt het vliegtuig automatisch een kort bericht met zijn positie uit (via ADS-B out). De luchtverkeersleiding is bij gebruik van dit systeem voor surveillance afhankelijk (Engels: dependent) van de aanwezigheid en het functioneren van het ADS-B out-systeem aan boord van de vliegtuigen die zich in het door de verkeersleiding beveiligde luchtruim bevinden.
Afhankelijk van de uitvoering van de zender worden naast de geografische locatie onder meer registratienummer, vluchtnummer, snelheid, hoogte, koers en intenties verstuurd. Het systeem werkt zowel op de grond als in de lucht.
Behalve door de luchtverkeersleiding kan ook, middels ADS-B in, informatie over naburige vliegtuigen worden weergegeven in de cockpit.

## Werking
Er zijn drie manieren waarop ADS-B kan worden uitgezonden: via 1090ES (1090 MHz Extended Squitter), via UAT of via VHF Data Link (VDL) Mode 4.
- Extended Squitter duidt op het feit dat het een uitbreiding is van de bestaande TCAS-standaard die door een Mode S-transponder wordt gehanteerd. Toestellen voor de commerciële luchtvaart zijn doorgaans al met zo'n Mode S-transponder uitgerust.
- UAT is een Amerikaans systeem ontwikkeld om op kosteneffectieve wijze toestellen die niet over Mode S-transponder beschikken van (onder meer) ADS-B te voorzien. UAT is werkzaam op 978 MHz.
- VDL Mode 4 maakt gebruik van de VHF-band voor luchtvaartnavigatie (108 tot 118 MHz). Net als UAT is VDL Mode 4 meer betaalbaar dan 1090ES.